# GMT Gummi-Metall-Technik
Die GMT Gummi-Metall-Technik GmbH ist ein Hersteller von Schwingungsdämpfern und anderen Maschinenelementen für verschiedene Industrien mit Sitz im badischen Bühl.
Zum Produktportfolio zählen Motoren-, Generatoren- und Getriebelager, Buchsen, Konuslager und Verbundfedern. Bezogen auf einzelne Branchen werden Maschinenfüße für den allgemeinen Maschinenbau, Zug-Druckstangen für den Luftfahrzeugbau, Laufrollen und Kettenpolster für den Bau gepanzerter Kettenfahrzeuge, sowie Kugelgelenke, Achslager und Keilpakete für Schienenfahrzeuge. Die Schienenfahrzeugbranche war 2022 mit einem Umsatzanteil von 56 % der wichtigste Abnehmer des Unternehmens. Weitere 10 % des Umsatzes entfielen auf Produkte für die Anwendung in der Luftfahrt, 34 % des Umsatzes wurde mit Verkäufen an Unternehmen des allgemeinen Maschinenbaus erwirtschaftet.
GMT wurde 1968 durch Gerhard und Atina Engstler gegründet. Als erste Auslandstochter wurde 1975 ein Produktionswerk in Irland etabliert. Es folgten weitere Niederlassungen in der Schweiz, Malaysia und den USA. Ab 1990 musste die Produktion in Bühl in regelmäßigen Abständen ausgebaut werden. Erweiterungen fanden jeweils 1990, 1995, 2001, 2006, 2011, 2015 und 2021 statt. Ebenfalls 2006 wurde ein Produktionsstandort in Indien eingerichtet. Seit 2019 besteht eine Produktion im sachsen-anhaltischen Sangerhausen.
Zwischen 2010 und 2014 sprachen sich GMT sowie die Unternehmen Paar Logistik, Willbrandt und Diehl Defence Land Systems über Preise bei Kettenpolstern und Schwingungsdämpfern für die Bundeswehr bzw. das BAAINBw ab. 2015 verhängte das Bundeskartellamt deswegen Bußgelder.
Die taz berichtete 2024, dass GMT, teils über Zwischenhändler, trotz der Sanktionen weiterhin Produkte für Schienenfahrzeuge in Russland liefere. GMT sagte aus, den russischen Markt seit dem Überfall nicht mehr zu bedienen und nur Lieferverpflichtungen im Einklang mit den Sanktionen zu erfüllen. Am 16. September 2024 teilte die Staatsanwaltschaft Baden-Baden mit, dass sich aus keinem der im Artikel genannten Fälle ein strafbarer Verstoß gegen bestehende Sanktionen ergab.